# Хорватський динар
Хорватський динар (хорв. Hrvatski dinar) — грошова одиниця Республіки Хорватії з 23 грудня 1991 року по 30 травня 1994 року. Міжнародний код в системі ISO 4217 — HRD. Назва валюти походить від давньоримського денарія.

## Історія
Хорватія, що раніше входила до складу Югославії, 25 червня 1991 року оголосила про свою незалежність і вийшла зі складу федерації.
Хорватський динар, як тимчасова грошова одиниця, був введений в обіг 23 грудня 1991 роки для заміни югославського динара. Встановлений курс обміну був 1 югославський динар = 1 хорватський динар.
Обмін югославських динарів на хорватські здійснювався з 23 по 31 грудня 1991 року.
Нова грошова одиниця була введена на всій території Хорватії, крім невизнаної Республіки Сербська Країна, де в обігу була власна валюта.
30 травня 1994 року в Хорватії була введена нова грошова одиниця — хорватська куна. Встановлений курс обміну — 1 куна = 1000 хорватських динарів. Обмін здійснювався в період з 30 травня 1994 року по 30 червня 1995 року.
Перехід на нову валюту завершився 1 липня 1995 року.
Банкноти хорватського динара були випущені номіналом 1, 5, 10, 25, 100, 500, 1 000 2 000, 5 000, 10 000, 50 000 і 100 000 динарів. Монети не випускалися.